# يوغرطة مفتاح
يوغرطة مفتاح هو لاعب كرة قدم جزائري في مركز الدفاع، ولد في 28 يوليو 1990 في تيزي وزو في الجزائر. لعب مع شبيبة القبائل.

## وصلات خارجية
- يوغرطة مفتاح على موقع قاعدة بيانات كرة القدم.إي يو (الإنجليزية)
- يوغرطة مفتاح على موقع Soccerway.com (الإنجليزية)